# La muchacha del arrabal
La muchacha del arrabal és una pel·lícula argentina en blanc i negre de l'Argentina que es va estrenar al juliol de 1922 al cinema Esmeralda, dirigida per José Agustín Ferreyra sobre el seu propi guió, protagonitzada per Lidia Liss, Elena Guido, Jorge Lafuente i Ángel Boyano.

## Argument
Un jove pintor que freqüenta els barris pobres buscant motius per a les seves obres es converteix en l'amant d'una cançonista-prostituta.

## Repartiment
- Lidia Liss
- Elena Guido
- Jorge Lafuente
- Ángel Boyano
- Carlos Lassalle
- Carlos Dux

## Difusió en altres països
En 1925 la pel·lícula va ser exhibida al cine Kursaal de Barcelona.

## Comentaris
En estrenar-se el film es va assajar acompanyar musicalment el film amb l'execució del tango La muchacha del arrabal que porta lletra de Ferreyra i Leopoldo Torres Ríos i música de Roberto Firpo, realitzada per l'orquestra d'aquest últim situada en el fossat de l'escenari. En 1923 aquest tango va ser gravat per Carlos Gardel.
Horaci Quiroga en comentar el film va dir que l'argument "a penes aconsegueix a un episodi poemàtic del raval" i que l'enfocament del director no es diferencia dels qui "creient crear tipus, no posen en peus sinó individus anònims d'ambient, presos del fons comú". Jorge Miguel Couselo recull aquesta última frase i afirma que el que Quiroga va exposar com a defecte és precisament el mèrit i lucidesa de Ferreyra: "donar vigència de personatges dramàtics a aquests éssers anònims sense grandesa d'herois". D'altra banda, Couselo troba en la pel·lícula trets autobiogràfics del director, com ara l'ambientació en llocs que ell freqüentava, els pintors exclosos del saló nacional, la rebel·lia d'una generació que tracta d'obrir-se camí com pot.